# 72 Puppis
72 Puppis (L¹ Puppis) é uma estrela na direção da Puppis. Possui uma ascensão reta de 07h 13m 13.37s e uma declinação de −45° 10′ 57.1″. Sua magnitude aparente é igual a 4.87. Considerando sua distância de 181 anos-luz em relação à Terra, sua magnitude absoluta é igual a 1.14. Pertence à classe espectral Ap. É uma estrela variável Alpha2 Canum Venaticorum.